# Basilobelba aethiopica
Basilobelba aethiopica är en kvalsterart som beskrevs av Bernini 1988. Basilobelba aethiopica ingår i släktet Basilobelba och familjen Basilobelbidae. Inga underarter finns listade.